# Mestre do Tríptico de Morrison

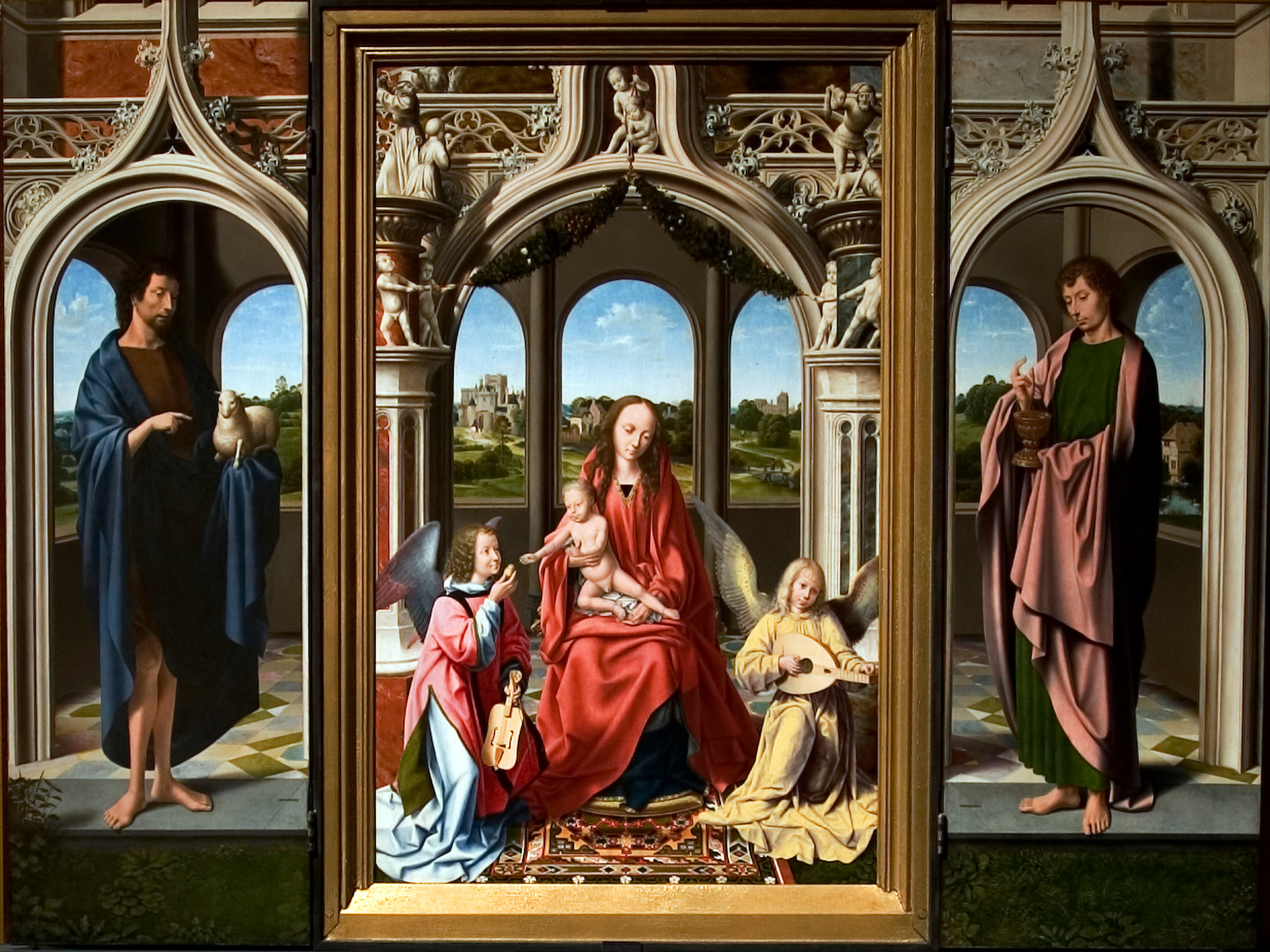
Tríptico de Morrison, Museu de Arte de Toledo

Mestre do Tríptico de Morrison foi um pintor flamengo antigo que esteve activo em Antuérpia cerca de 1500-1510. É assim designado pelo Tríptico de Morrison que se encontra actualmente no Museu de Arte de Toledo, em Toledo, Ohio, de que se desconhece a identidade do seu autor.
A este mesmo mestre é atribuído a Adoração dos Magos com o retrato do doador, que se encontra no Museu de Arte de Filadélfia, de cerca de 1504, e que foi provavelmente um painel lateral de outro tríptico. É datável pela fase de construção da nova torre da Catedral de Antuérpia que se vê ao fundo, uma demonstração típica do orgulho cívico.
No Museu Nacional de Arte Antiga, em Lisboa, há um Tríptico da Virgem com o Menino e Anjos, S. João Baptista e S. João Evangelista que se julga ter sido pintado também por este mestre com A Virgem Maria o Menino e Anjos no painel central e São João Batista e São João Evangelista nos painéis laterais.
O Museu do Convento de S. Catarina em Utrecht abriga uma pequena pintura sobre madeira com uma Adoração dos Pastores (ABM s355) que é atribuída a este Mestre.
É também atribuído ao Mestre do Tríptico de Morrison o Tríptico da Matriz da Ribeira Brava do qual os painéis central e direito se encontram no Museu de Arte Sacra do Funchal.